# Pietro Zoppas
Pietro Zoppas (Scomigo, Conegliano, Treviso, Vèneto, 27 de abril de 1934- Ibidem., 17 de junio de 2020) fue un ciclista italiano que ejerció profesionalmente  entre 1960 y 1966. En su palmarés destaca una etapa al Giro de Italia de 1964.

## Palmarés
- 1956
  - 1º en el Gran Premio de la Industria y el Comercio de San Vendemiano
- 1957
  - 1º en La Popolarissima
- 1964
  - Vencedor de una etapa en el Giro de Italia

### Resultados en el Giro de Italia
- 1960. Abandona
- 1964. Abandona